# Alpecin–Deceuninck

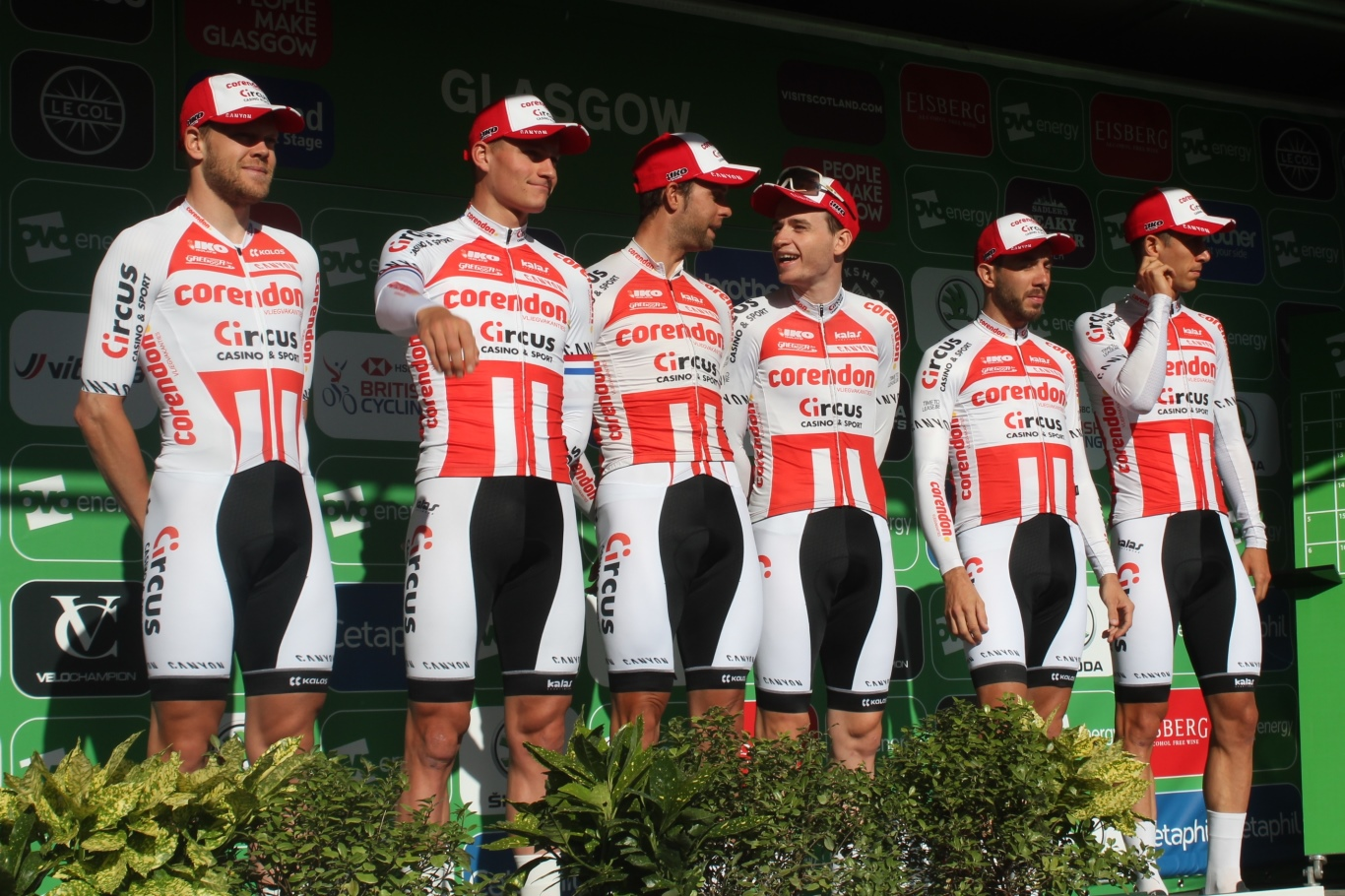
Laguppställningen inför Tour of Britain 2019, då under namnet Team Corendon-Circus. Därefter ändrade man namnet till Alpecin-Fenix. Cyklisterna på bild är från vänster: Lasse Norman Hansen, Mathieu van der Poel, Jimmy Janssens, Otto Vergaerde, Dries de Bondt och Philipp Walsleben.

Alpecin–Deceuninck är ett UCI WorldTeam-lag som är baserat i Belgien och tävlar i cykelcross och landsvägscykel. Teamets ledare Niels Albert, Philipp Walsleben och Radomír Šimůnek, har tidigare samtliga varit världsmästare i cykelcross, därav att man satsat mycket på cykelcross genom åren.
Inför säsongen 2020 namnändrade man till Alpecin–Fenix med det tyska schampomärket Alpecin och det italienska inredningsföretaget Fenix som då blev huvudsponsorer för laget. Den 16 maj 2022 meddelade de att de från den 1 juli skulle byta namn igen till Alpecin–Deceuninck.

## Laguppställning 2021
Aktuell laguppställning

## Nationsmästare
2015
 Holländsk cykelcross-mästare, Mathieu van der Poel
2016
 Holländsk cykelcross-mästare, Mathieu van der Poel
2017
 Holländsk cykelcross-mästare, Mathieu van der Poel
2018
 Holländsk cykelcross-mästare, Mathieu van der Poel
 Holländsk cykelcross-mästare, Mathieu van der Poel
2019
 Holländsk Cyclo-cross Championships, Mathieu van der Poel
 Belgisk landsvägsmästare, Tim Merlier
 Europeisk banmästare (Madison), Lasse Norman Hansen
2020
 Tysk landsvägsmästare, Marcel Meisen
 Holländsk landsvägsmästare, Mathieu van der Poel
 Belgisk landsvägsmästare, Dries De Bondt